# Рейхель, Михаил Осипович
Михаил Осипович (Иосифович) Рейхель (2 ноября 1880, Харьковская губерния — 1954, Москва) — председатель Гражданской коллегии Верховного Суда СССР, генконсул СССР во Франции.

## Биография
Родившись в местечке Терны в 1880 году, к 1898 закончил 1-ю Харьковскую гимназию с золотой медалью, поступил на филологический факультет Харьковского университета. Совершил неудачный суицид на почве неразделённой любви, прострелив лёгкое, после чего познакомился на французском курорте с М. М. Сундстрём; венчание влюблённых было проведено в Париже. От этого брака у Рейхеля родился сын Олег.
В 1915 году Райхель — присяжный поверенный в Харькове. После Октябрьской революции продолжил работу там же: в качестве председателя Комиссии по рассмотрению законодательных предложений, затем народным комиссаром труда, заместителем наркома юстиции Украинской ССР. С 1926 году проживал в Москве, где занимал должность заместителя председателя Главконцесскома СССР, в Малом Совнаркоме, как тогда называлось Управление делами СНК СССР. Параллельно преподавал юриспруденцию в Тимирязевской сельскохозяйственной академии.
В 1929—1930 генеральный консул СССР во Франции. По возвращении из Парижа — начальник валютного отдела Народного комиссариата финансов. С 1934 до 1938 — председатель Гражданской коллегии Верховного Суда СССР. После того как в 1938 году был репрессирован его сын, Райхель был снят с работы и исключён из ВКП(б) (членство восстановлено посмертно в 1956 году). Преподавал в Московском юридическом институте.
Скончался в Москве в 1954 году, и был похоронен на Донском кладбище.

## Публикации
Автор ряда книг по юриспруденции, в их числе:
- «Селянские общества взаимопомощи и правовая помощь населению». — Харьков, 1925;
- «Советский федерализм». — М.-Л., 1930;
- «Дела об алиментах». — М., 1939.